# Alexander Fehling
Alexander Fehling (Berlino Est, 29 marzo 1981) è un attore tedesco.

## Biografia
Nato a Berlino Est, nel quartiere di Lichtenberg, dal 2003 al 2007 ha studiato recitazione alla Hochschule für Schauspielkunst „Ernst Busch“ Berlin. Da allora ha recitato in diverse opere teatrali e ha attirato l'attenzione su di sé grazie a vari ruoli cinematografici.
Il suo debutto cinematografico avviene nel 2007, come protagonista di Am Ende kommen Touristen, vincendo il premio come miglior attore al Munich Film Festival. Nel 2009 ottiene un ruolo in Bastardi senza gloria di Quentin Tarantino. Nel 2010 è protagonista di Goethe! di Philipp Stölzl, dove interpreta il ruolo di Johann Wolfgang von Goethe.
Nel 2011 vince il premio Shooting Star, come miglior attore emergente, al Festival di Berlino. Nel 2012 recita nel film statunitense The Expatriate - In fuga dal nemico e nella miniserie britannica Restless.
Nel 2015 recita nella quinta stagione di Homeland - Caccia alla spia recitando la parte di Jonas Hollander.
Nel 2024 è tra i protagonisti della serie TV Helgoland 513.

## Filmografia

### Cinema
- Am Ende kommen Touristen, regia di Robert Thalheim (2007)
- Buddenbrooks, regia di Heinrich Breloer (2008)
- Bastardi senza gloria (Inglourious Basterds), regia di Quentin Tarantino (2009)
- Storm, regia di Hans-Christian Schmid (2009)
- 13 Semester, regia di Frieder Wittich (2009)
- Goethe!, regia di Philipp Stölzl (2010)
- Wer wenn nicht wir, regia di Andres Veiel (2011)
- Wir wollten aufs Meer, regia di Toke Constantin Hebbeln (2012)
- Der Fluss war einst ein Mensch, regia di Jan Zabeil (2012)
- The Expatriate - In fuga dal nemico (Erased), regia di Philipp Stölzl (2012)
- Buddy, regia di Michael Herbig (2013)
- Il labirinto del silenzio (Im Labyrinth des Schweigens), regia di Giulio Ricciarelli (2014)
- Posthumous, regia di Lulu Wang (2014)
- Atomic Falafel, regia di Dror Shaul (2015)
- In Zeiten des abnehmenden Lichts, regia di Matti Geschonneck (2017)
- Drei Zinnen, regia di Jan Zabeil (2017)
- Der Hauptmann, regia di Robert Schwentke (2017)
- La vita nascosta - Hidden Life (A Hidden Life), regia di Terrence Malick (2019)

### Televisione
- Il commissario Schumann (Der Kriminalist) – serie TV, 1 episodio (2007)
- KDD - Kriminaldauerdienst – serie TV, 1 episodio (2007)
- Restless – miniserie TV (2012)
- Der Fall Barschel - film TV, regia di Kilian Riedhof (2015)
- Homeland - Caccia alla spia (Homeland) – serie TV, 10 episodi (2015)
- Beat – serie TV, 7 episodi (2018)
- Transatlantic, regia di Stéphanie Chuat, Véronique Reymond e Mia Maariel Meyer – miniserie TV, puntate 2-3 (2023)
- Helgoland 513, regia di Robert Schwentke – miniserie TV (2024)

## Doppiatori italiani
Nelle versioni in italiano delle opere in cui ha recitato, Alexander Fehling è stato doppiato da:
- Stefano Crescentini in Bastardi senza gloria, Homeland - Caccia alla spia, Transatlantic
- Francesco Pezzulli in Il labirinto del silenzio
- Riccardo Rossi in Helgoland 513